# Garelli Grinta
Garelli Grinta 50 ist ein Kleinkraftrad des italienischen Herstellers Garelli, das von 1994 bis 1997 produziert wurde. Es wurde als sportliches Naked Bike konzipiert und richtet sich insbesondere an junge Fahrer und den Pendlerverkehr im städtischen Raum. Der Grinta 50 wurde in Italien gefertigt und über das europäische Vertriebsnetz von Garelli angeboten.

## Technische Daten
| Merkmal       | Garelli Grinta 50 (1994–1997)          |
| ------------- | -------------------------------------- |
| Motortyp      | Einzylinder-Zweitaktmotor, luftgekühlt |
| Hubraum       | 49,5 cm³                               |
| Leistung      | 2,9 PS (2,1 kW) bei 7000/min           |
| Drehmoment    | 3,0 Nm bei 5000/min                    |
| Getriebe      | stufenloses Getriebe                   |
| Antrieb       | Riemenantrieb                          |
| Kühlung       | Luftkühlung                            |
| Starter       | elektrisch oder Kickstarter            |
| Bremse vorne  | Scheibenbremse Ø 190 mm                |
| Bremse hinten | Trommelbremse Ø 110 mm                 |
| Reifen vorne  | 120/70–12                              |
| Reifen hinten | 130/70–12                              |
| Radstand      | 1270 mm                                |
| Länge         | 1800 mm                                |
| Breite        | 680 mm                                 |
| Höhe          | 1100 mm                                |
| Sitzhöhe      | 780 mm                                 |
| Leergewicht   | 85 kg                                  |
| Tankinhalt    | 6,0 Liter                              |
| Ölkapazität   | 0,9 Liter                              |